# Cytheropteron hamatum
Cytheropteron hamatum is een mosselkreeftjessoort uit de familie van de Cytheruridae. De wetenschappelijke naam van de soort is voor het eerst geldig gepubliceerd in 1869 door Sars.